# Bertiaceae
Bertiaceae är en familj av svampar. Bertiaceae ingår i ordningen Coronophorales, klassen Sordariomycetes, divisionen sporsäcksvampar och riket svampar.
|            | Scortechiniaceae         |
|            |                          |
|            | Nitschkiaceae            |
|            |                          |
|            | Chaetosphaerellaceae     |
|            |                          |
| Bertiaceae | \| \| Bertia \| \| \| \| |
|            | \| \| Bertia \| \| \| \| |
|            | Lasiosphaeriopsis        |
|            |                          |
|            | Bertia                   |
|            |                          |

|  | Bertia |
|  |        |